# بايرون هينز
بايرون هينز (بالإنجليزية: Byron Haines)‏ هو لاعب كرة قدم أمريكية أمريكي، ولد في 30 نوفمبر 1914 في بيند في الولايات المتحدة، وتوفي في 9 مارس 2008 في بالفيو في الولايات المتحدة.

## وصلات خارجية
- بايرون هينز على موقع مرجع كرة القدم المحترفة.كوم (الإنجليزية)